# Maciej Witkiewicz
Maciej Witkiewicz, również jako Maciej Rafał Witkiewicz – polski śpiewak operowy i pedagog.

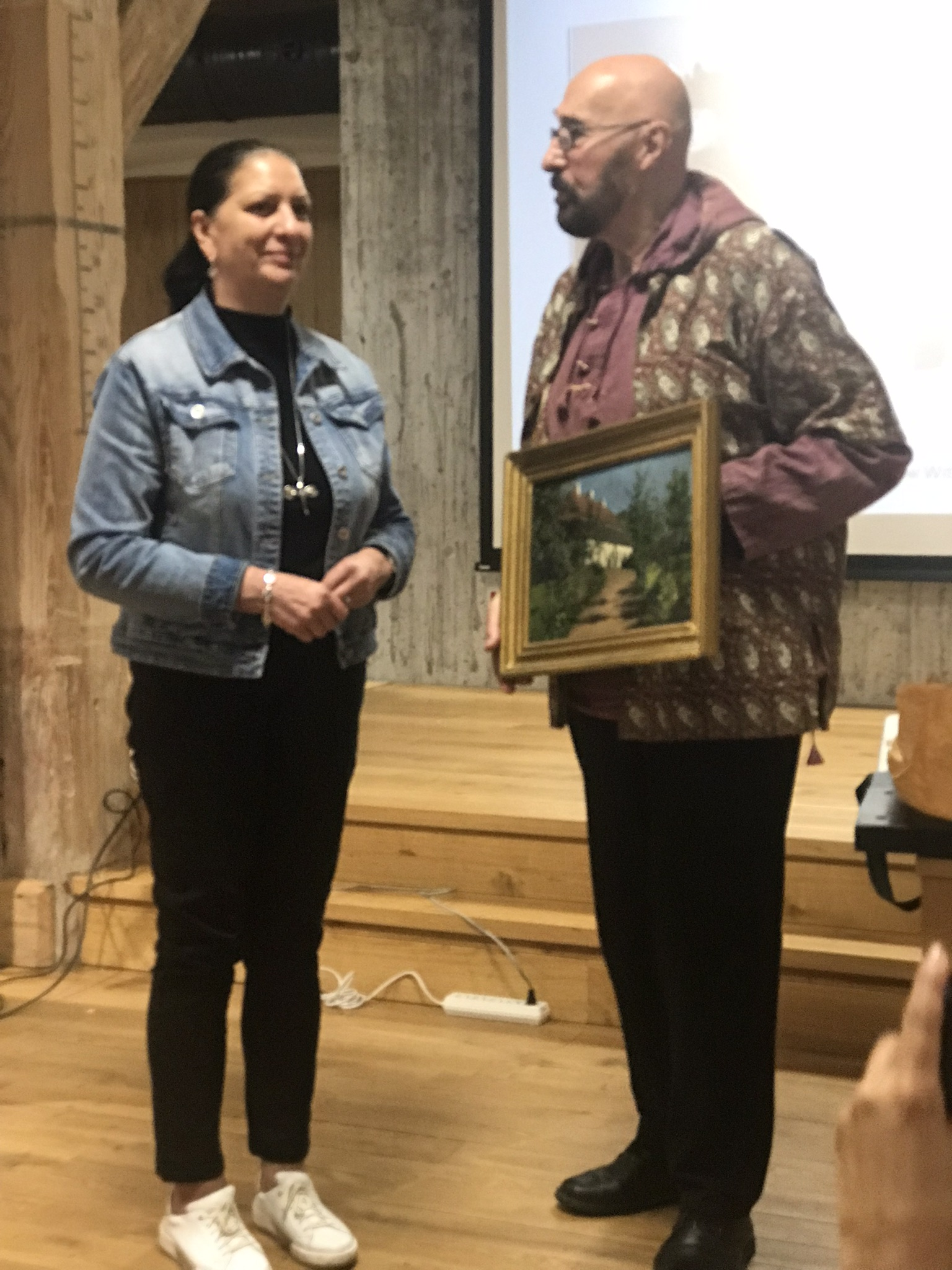
Maciej Witkiewicz oficjalnie przekazuje obraz Stanisława Witkewicza do Muzeum w Słupsku, wrzesień 2024

Absolwent Państwowej Wyższej Szkoły Muzycznej w Warszawie (1976). Habilitację w dziedzinie sztuk muzycznych uzyskał w 1990. Był profesorem nadzwyczajnym na Wydziale Wokalno-Aktorskim Akademii Muzycznej w Bydgoszczy, gdzie m.in. był promotorem rozprawy doktorskiej Wojciecha Dyngosza. Występował m.in. w Teatrze Wielkim w Warszawie, Operze Wrocławskiej i Krakowskim Teatrze Muzycznym.
Jest stryjecznym wnukiem Stanisława Ignacego Witkiewicza.

## Wybrane partie operowe
- Don Alfonso i Guglielmo (Così fan tutte, Mozart)
- Król Dodon (Złoty kogucik, Rimski-Korsakow)
- Książę Griemin (Eugeniusz Oniegin, Czajkowski)
- Rocco (Fidelio, Beethoven)
- Sawiol Prokofiewicz Dikoj (Katia Kabanowa, Janáček)